# Rare and Unseen: The Beatles
Rare and Unseen: The Beatles è un documentario del 2008 diretto da Chris Cowey e Paul Clark e basato sulla vita del gruppo musicale The Beatles.